# RV Kaiyo
Le RV Kaiyo était un navire océanographique de la Japan Agency for Marine-Earth Science and Technology (JAMSTEC) dont le quartier général est à Yokosuka. C'était un grand catamaran expérimental de type SWATCH, navire de soutien pour des missions sous-marines du ROV Dolphin-3K. Il a été retiré du service le 15 décembre 2015.

## Historique
Le Kaiyo a été construit en 1985 pour servir de navire d’exploitation sous-marine au projet New Seatopia, qui comprenait des expériences de plongée en saturation dans les grands fonds marins. Il est actuellement utilisé en tant que navire de recherche sous-marines en soutenant les plongées de recherche sur les fonds océaniques profonds en utilisant le système remorqué Deep Tow.
C'est un catamaran semi-immergé de type SWATH qui peut être affecté par gros temps en mer, permettant de travailler à bord de manière sûre et efficace. La surface de pont peut fournir un espace de travail pour une gamme d'instruments expérimentaux et d'observation. Pour cela il dispose d'un système de positionnement dynamique (DPS) permettant de maintenir de manière autonome une position fixe sur la base des informations obtenues à partir de systèmes GPS et de transpondeurs acoustiques lors du déploiement de Deep Tow à une profondeur de 6.000 m. Il peut aussi déployer un système CTD, une sonde mesurant la conductivité et la température  de l'eau. Il est aussi équipé d'un système de réfraction par sismomètre de fond océanique en  utilisant un canon à air pour produire des ondes sismiques artificielles.

## Missions
Le navire a fonctionné à la fois comme navire de soutien du ROV Dolphin-3K effectuant des missions jusqu'à 3.000 mètres de profondeur et comme navire expérimental de travail sous-marin. Ce ROV  avait été développé pour la pré-enquête et le sauvetage du sous-marin  de poche DSV Shinkai 2000, qui a également être installé sur le RV Natsushima, navire de soutien du Shinkai 2000.
En 2000, il a également soutenu l'exploitation du ROV Hyper-Dolphin, qui a été introduit  pour les relevés océanographiques équipés de caméras haute définition jusqu'à 4.500 mètres de profondeur.

## Galerie

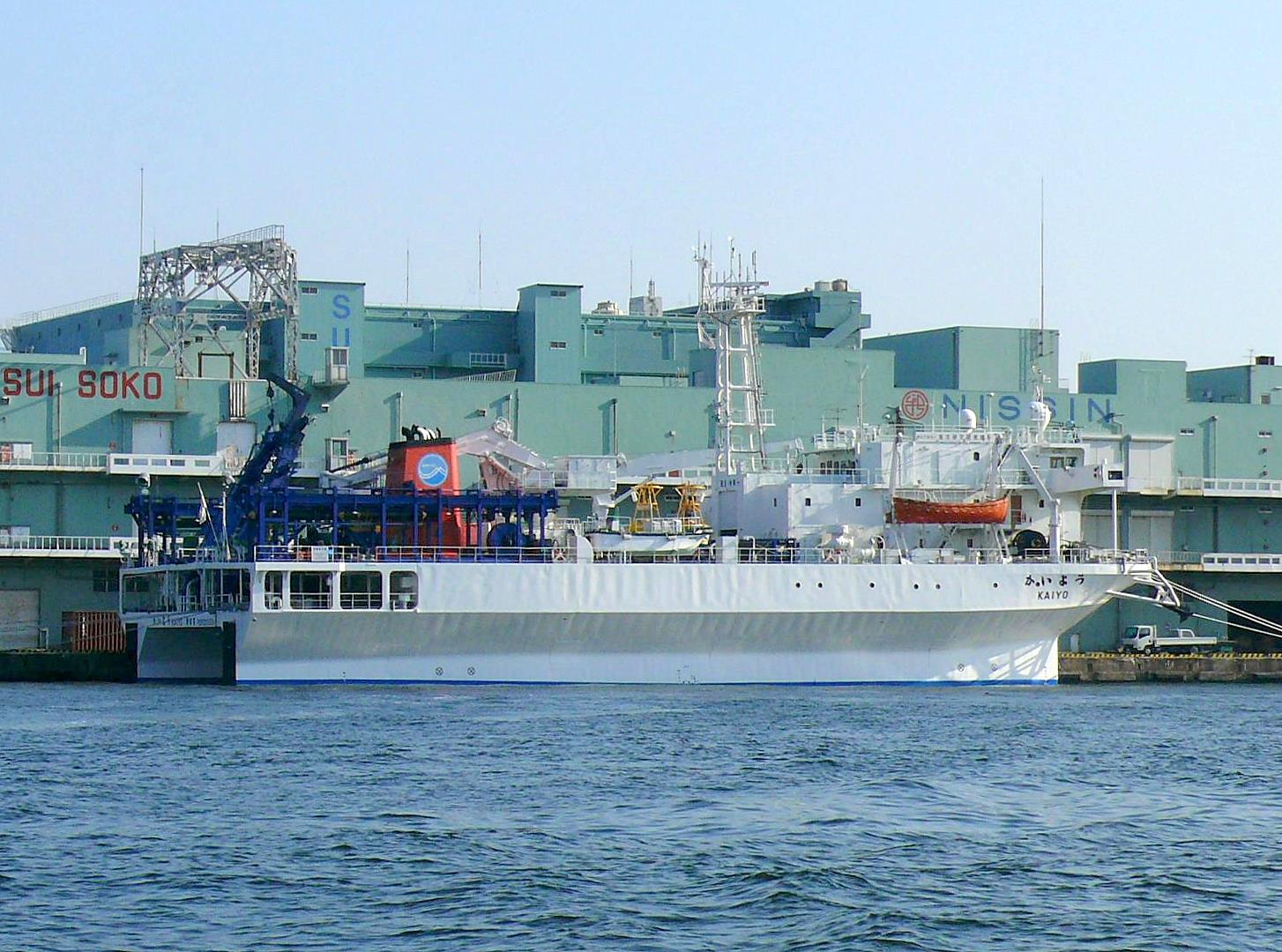
RV Kaiyo
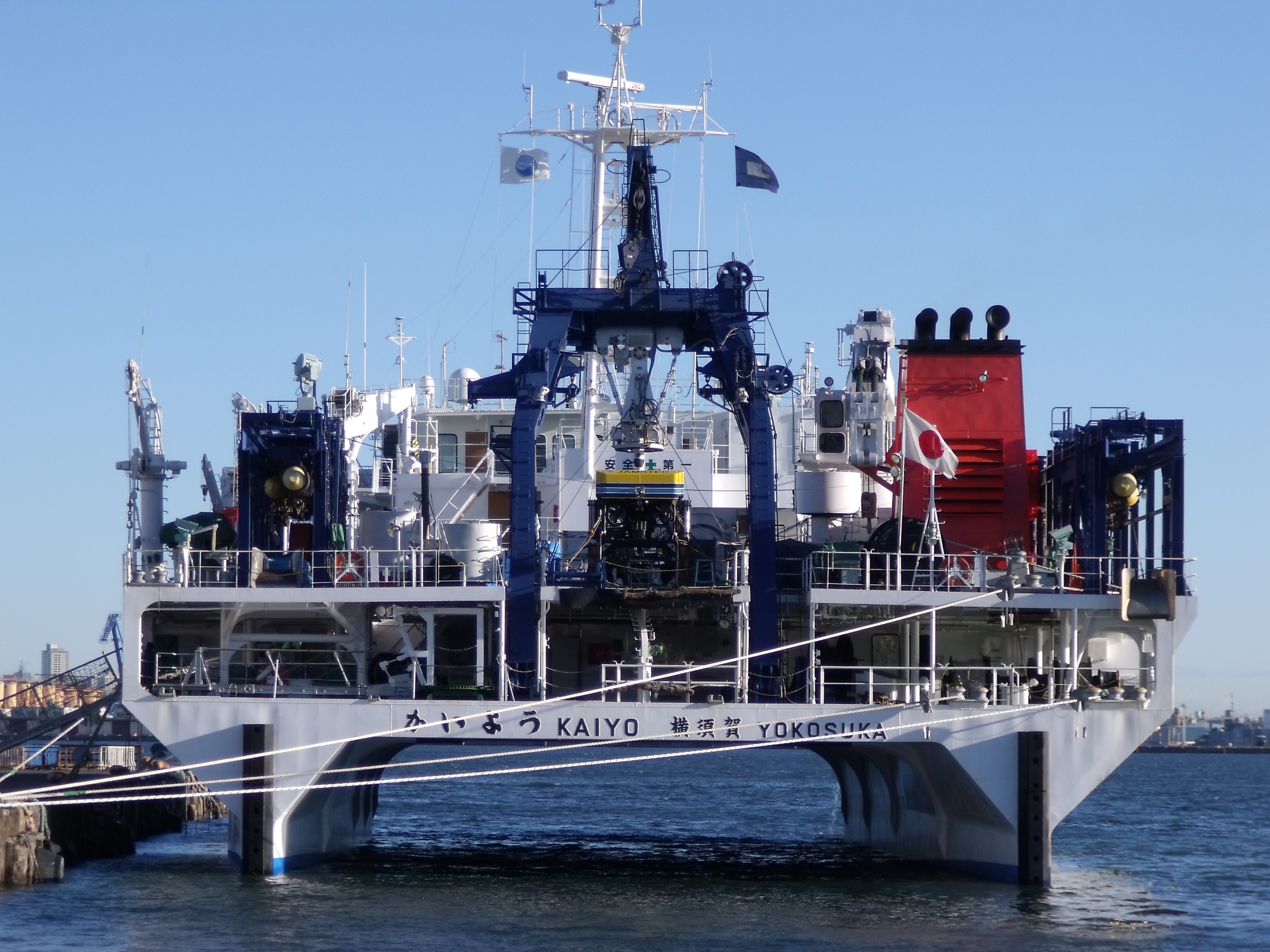
RV Kaiyo
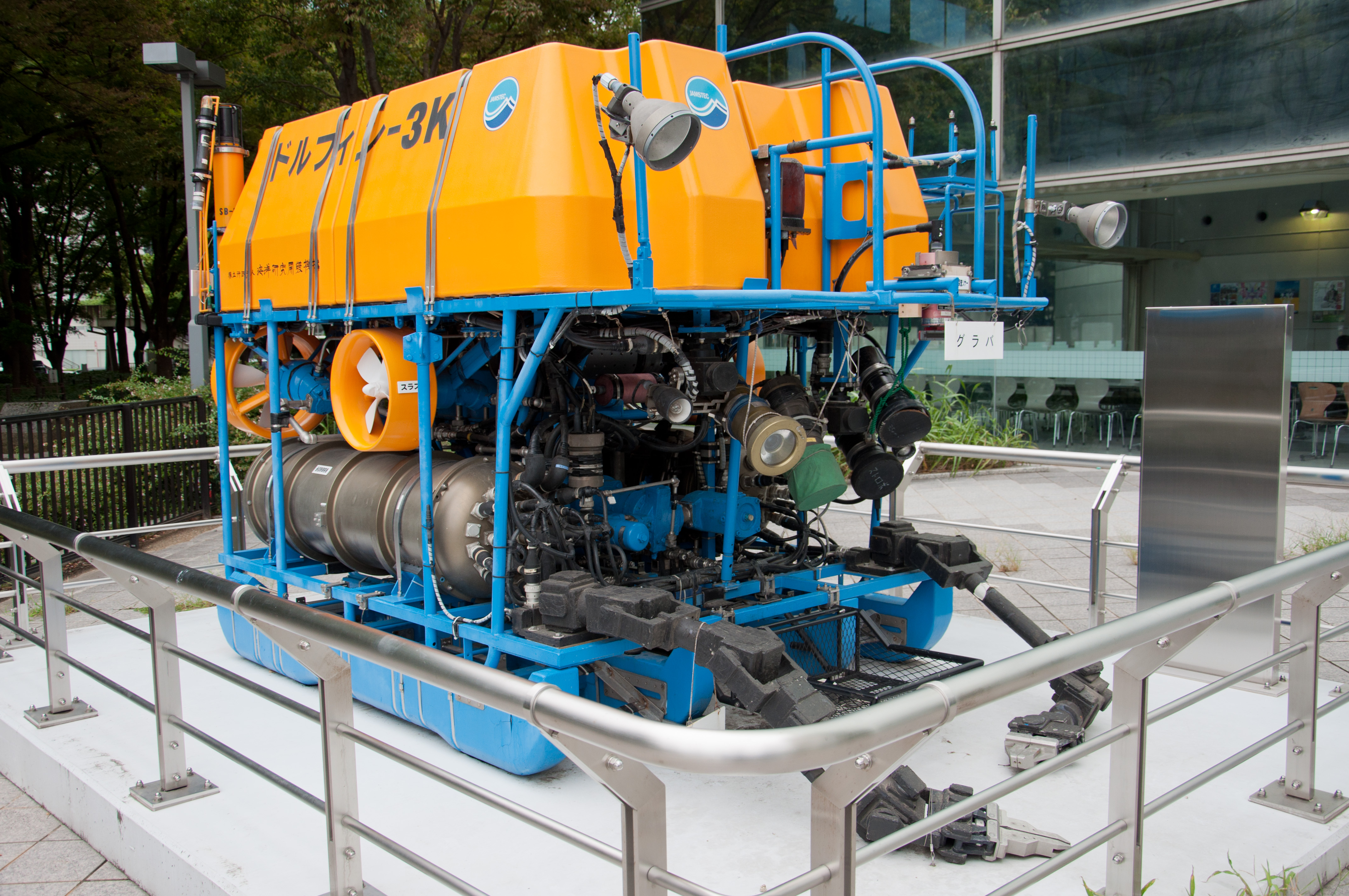
ROV Dolphin-3K

### Note et référence
1. ↑  Deep Ocean Floor Survey System DEEP TOW
2. ↑  Hyper-Dolphin - Site Jamstec

- (ja) Cet article est partiellement ou en totalité issu de l’article de Wikipédia en japonais intitulé « かいよう » (voir la liste des auteurs).